# Kanton Grand Bourgtheroulde
Grand Bourgtheroulde  (voor het decreet van 5 maart 2020 Bourgtheroulde-Infreville genaamd) is een kanton van het Franse departement Eure. Het kanton maakt deel uit van het arrondissement Bernay.

## Gemeenten
Het kanton Bourgtheroulde-Infreville omvatte tot 2014 de volgende 18 gemeenten:
- Berville-en-Roumois
- Boissey-le-Châtel
- Bosc-Bénard-Commin
- Bosc-Bénard-Crescy
- Bosc-Renoult-en-Roumois
- Le Bosc-Roger-en-Roumois
- Bosguérard-de-Marcouville
- Bosnormand
- Bourgtheroulde-Infreville (hoofdplaats)
- Épreville-en-Roumois
- Flancourt-Catelon
- Saint-Denis-des-Monts
- Saint-Léger-du-Gennetey
- Saint-Ouen-du-Tilleul
- Saint-Philbert-sur-Boissey
- Theillement
- Thuit-Hébert
- Voiscreville

Door de herindeling van de kantons bij decreet van 25 februari 2014, met uitwerking op 22 maart 2015, werd het kanton uitgebreid met 18 gemeenten uit het opgeheven kanton Amfreville-la-Campagne.

Op 1 januari 2016 werden de gemeenten Bosc-Bénard-Commin, Bourgtheroulde-Infreville en Thuit-Hébert samengevoegd tot de fusiegemeente (commune nouvelle) Grand Bourgtheroulde.

Op 1 januari 2016 werden de gemeenten Le Thuit-Simer, Le Thuit-Signol en Le Thuit-Anger samengevoegd tot de fusiegemeente (commune nouvelle) Le Thuit de l'Oison.

Op 1 januari 2016 werden de gemeenten Amfreville-la-Campagne en Saint-Amand-des-Hautes-Terres samengevoegd tot de fusiegemeente (commune nouvelle) Amfreville-Saint-Amand.

Op 1 januari 2016 werden de gemeenten Bosc-Bénard-Crescy, Épreville-en-Roumois en Flancourt-Catelon samengevoegd tot de fusiegemeente (commune nouvelle) Flancourt-Crescy-en-Roumois.

Op 1 januari 2017 werden de gemeenten Berville-en-Roumois, Bosguérard-de-Marcouville en Houlbec-près-le-Gros-Theil samengevoegd tot de fusiegemeente (commune nouvelle) Les Monts du Roumois.

Op 1 januari 2017 werden de gemeenten Le Bosc-Roger-en-Roumois en de Bosnormand samengevoegd tot de fusiegemeente (commune nouvelle) Bosroumois.

Op 1 januari 2017 werden de gemeenten Bosc-Renoult-en-Roumois en Theillement samengevoegd tot de fusiegemeente (commune nouvelle) Thénouville. Op 1 januari 2018 werd daar nog de gemeente Touville ( uit het kanton Montfort-sur-Risle ) aan toegevoegd.

Bij decreet van 5 maart 2020 werd:
- de naam van het kanton gewijzigd om het in overeenstemming te brengen met de naam van de hoofdplaats.
- de voormalige gemeente Touville overgedragen naar dit kanton.

Sindsdien omvat het kanton Grand Bourgtheroulde volgende gemeenten :
- Amfreville-Saint-Amand
- Le Bec-Thomas
- Boissey-le-Châtel
- Bosroumois
- Flancourt-Crescy-en-Roumois
- Fouqueville
- Grand Bourgtheroulde
- La Harengère
- La Haye-du-Theil
- Les Monts du Roumois
- Saint-Cyr-la-Campagne
- Saint-Denis-des-Monts
- Saint-Didier-des-Bois
- Saint-Germain-de-Pasquier
- Saint-Léger-du-Gennetey
- Saint-Ouen-de-Pontcheuil
- Saint-Ouen-du-Tilleul
- Saint-Philbert-sur-Boissey
- Saint-Pierre-des-Fleurs
- Saint-Pierre-du-Bosguérard
- La Saussaye
- Thénouville
- Le Thuit de l'Oison
- Tourville-la-Campagne
- Voiscreville